# Wintergreen (Virginia)
Wintergreen è un census-designated place (CDP) degli Stati Uniti d'America, situato nello stato della Virginia, nella contea di Nelson. Secondo il censimento del 2020 gli abitanti di Wintergreen ammontavano a 346.
Il River Bluff di Wintergreen è stato inserito nel National Register of Historic Places nel 1980.